# Precisione intermedia
La precisione intermedia (intermediate precision in inglese) è un tipo di precisione che esprime le variazioni all'interno di un laboratorio. Riguarda analisi dello stesso campione fatte con lo stesso metodo, dallo stesso operatore, nello stesso laboratorio e con gli stessi strumenti, ma in tempi diversi (precisione inter-giorno o precisione inter-day, riproducibilità intralaboratorio).
La stima di questo parametro è necessaria nella validazione di un metodo chimico conformemente alla norma UNI CEI EN ISO/IEC 17025.